# 碱式氯化钴
碱式氯化钴是一种无机化合物，化学式为Co2(OH)3Cl。它有α型和β型两种结构，且都为层状结构。它的氘代化合物Co2(OD)3Cl是已知的。

## 制备及性质
碱式氯化钴可由0.2 mol/L的氯化钴和0.2 mol/L的氢氧化钠在pH 5.5的溶液中反应得到，或通过二氯化二硫脲合钴的乙醇溶液和0.1 mol/L氨水在100 °C下水解制得。
它在空气中于280 °C分解，生成Co(OH)Cl和Co3O4，其中Co(OH)Cl在440 °C继续分解：
6 Co2(OH)3Cl + O2 → 6 Co(OH)Cl + 2 Co3O4 + 6 H2O
12 Co(OH)Cl + O2 → 2 Co3O4 + 6 CoCl2 + 6 H2O
而在氮气中，差热分析在409和465 °C归属于下列两种反应：
Co2(OH)3Cl → Co(OH)Cl + CoO + H2O
2 Co(OH)Cl → CoO + CoCl2 + H2O

## 相关化合物
氯化钴和氢氧化钠溶液（或氨水）反应，除了会生成Co2(OH)3Cl外，还会生成Co(OH)Cl [CAS 61219-65-6]和Co5(OH)9Cl [CAS 60936-08-5]。

## 拓展阅读
- Fabian Glaab, Julian Rieder, Regina Klein, Duane Choquesillo‐Lazarte, Emilio Melero‐Garcia, Juan‐Manuel García‐Ruiz, Werner Kunz, Matthias Kellermeier. . ChemPhysChem. 2017-02-17, 18 (4): 338–345  [2023-06-13]. ISSN 1439-4235. doi:10.1002/cphc.201600748 （英语）.